# Cerezo de Abajo
Cerezo de Abajo ist eine Gemeinde in der spanischen Provinz Segovia. Sie liegt im Süden der Autonomen Region Kastilien und León, an der Nordwestabdachung der Sierra de Guadarrama. Sie hat 145 Einwohner (Stand: 2024). Zur Gemeinde gehört auch der Weiler Mansilla.

## Geographie
Cerezo de Abajo liegt etwa 48 Kilometer nordöstlich vom Stadtzentrum von Segovia in einer Höhe von ca. 1045 m. Durch die Gemeinde führt die Autovía A-1. 
Cerezo de Abajo befindet sich innerhalb der Zone des kontinentalen mediterranen Klimas.

## Bevölkerungsentwicklung
| Jahr      | 1970 | 1981 | 1991 | 2001 | 2011 | 2021 |
| Einwohner | 272  | 143  | 184  | 174  | 165  | 115  |

## Sehenswürdigkeiten
- Romanuskirche (Iglesia de San Román)

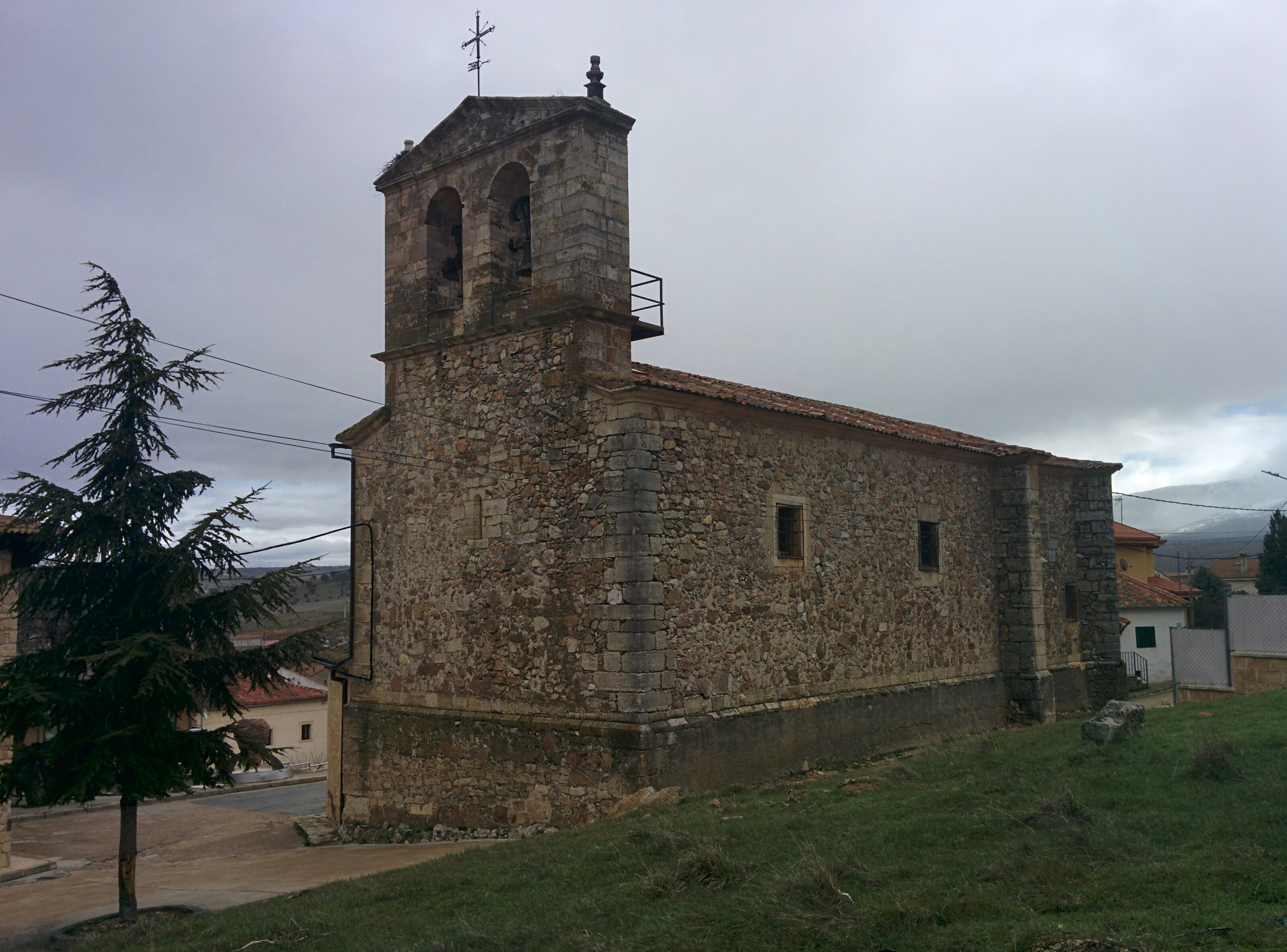
Romanuskirche
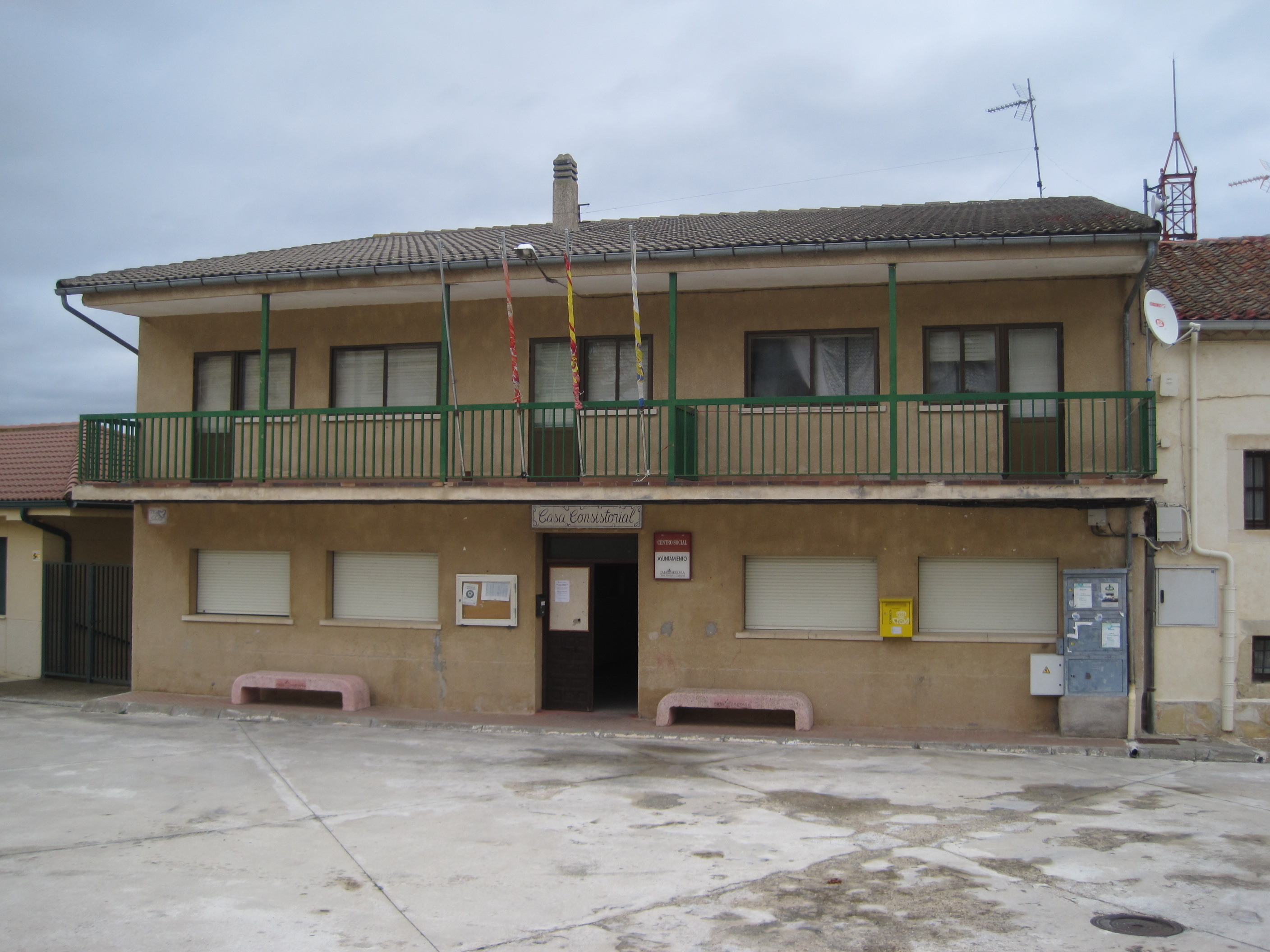
Rathaus